# Дневальный

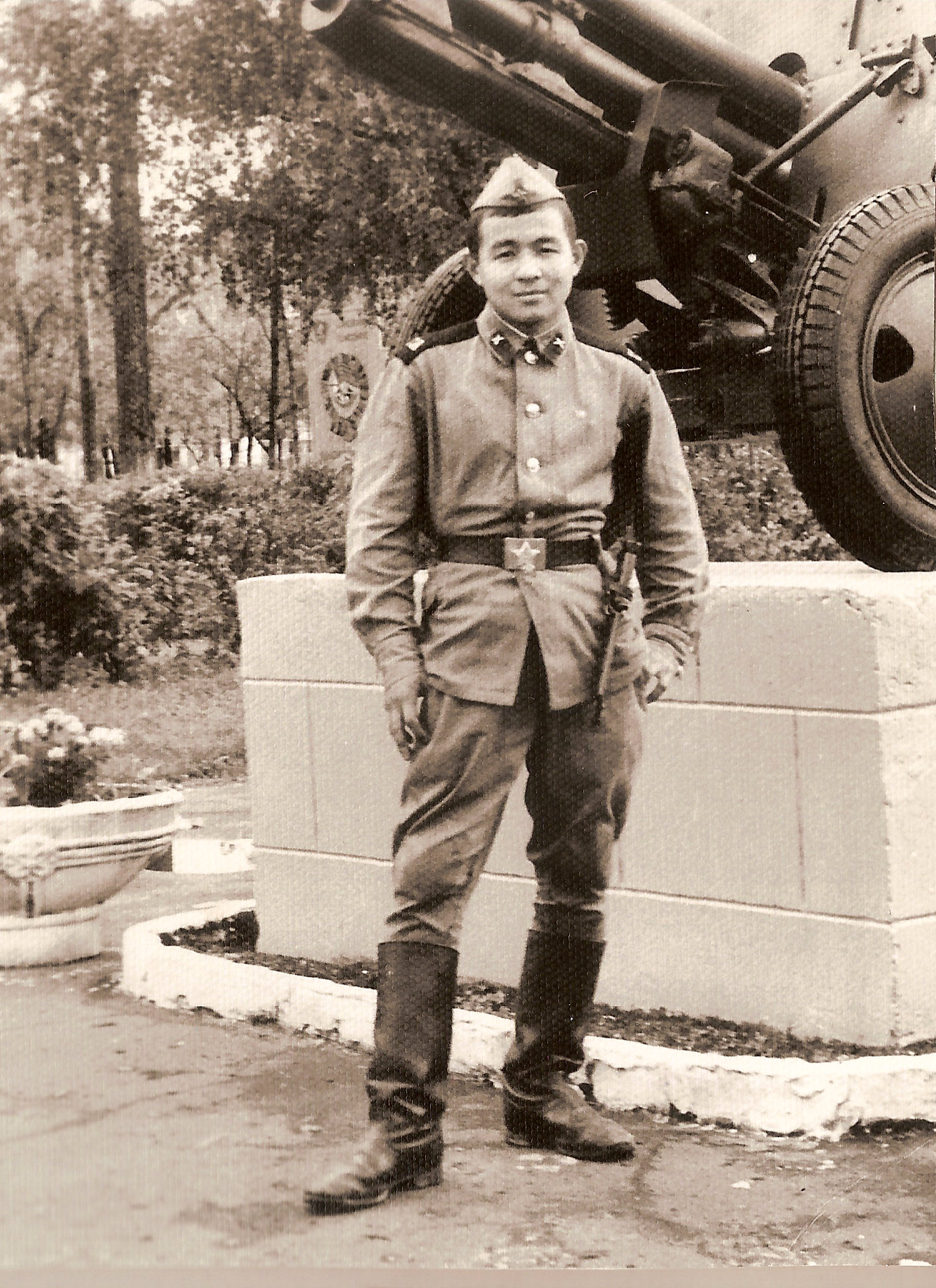
Рядовой Советской Армии, Вооружённых Сил СССР, во время несения внутренней службы, дневальным свободной смены.

Днева́льный — лицо суточного наряда из солдат (матросов) в роте, батарее, экипаже, медицинском пункте, парке военной техники, жилом помещении корабля и др. В Армии и Военно-морском флоте дневальный отвечает за сохранность находящегося под его охраной оружия, боеприпасов и имущества подразделения и личных вещей солдат (матросов) и сержантов (старшин), следит за соблюдением чистоты и порядка в помещениях, а также за выполнением военнослужащими распорядка дня, правил ношения формы одежды, пожарной безопасности и другого. 
В ВС России обязанности дневального определяются Уставом внутренней службы и Корабельным уставом ВМФ. Дневальный подчиняется дежурному по подразделению и несёт службу в установленном для него месте, обычно внутри помещения у входной двери, вблизи комнаты для хранения оружия. Вооружается штык-ножом (штыком) в ножнах, при приведении подразделения в полную боевую готовность дневальный также вооружается закреплённым за ним стрелковым оружием. Количество смен дневальных в подразделениях определяется командиром части (командиром корабля) исходя из условий их размещения, условий службы, обеспечения охраны и поддержания внутреннего порядка.

## Назначение дневального
Дневальный по роте назначается из числа рядового состава. Разрешается назначать дневального по роте из числа сержантов и старшин, проходящих военную службу на воинских должностях солдат. Он отвечает за чистоту и порядок в помещении, сохранность находящегося под его охраной оружия, шкафов с пистолетами, ящиков с боеприпасами, имущества роты и личных вещей солдат и сержантов. Дневальный по роте подчиняется дежурному по роте.
Очередной дневальный по роте несёт службу внутри казарменного помещения, у входной двери, вблизи комнаты для хранения оружия.

## Обязанности
Дневальный обязан:
- Никуда не отлучаться из помещения роты без разрешения дежурного по роте
- Постоянно наблюдать за комнатой для хранения оружия
- Не пропускать в помещение посторонних лиц, а также не допускать выноса из казармы оружия, боеприпасов, имущества роты и вещей без разрешения дежурного по роте
- Немедленно докладывать дежурному по роте обо всех происшествиях в роте, о нарушении правил взаимоотношений между военнослужащими роты, замеченных неисправностях и нарушениях требований пожарной безопасности, принимать меры к их устранению
- Будить личный состав при общем подъёме, а также ночью в случае тревоги или пожара, своевременно подавать команды согласно распорядку дня
- Следить за чистотой и порядком в помещениях и требовать их соблюдения от военнослужащих
- Не позволять военнослужащим в холодное время, особенно ночью, выходить из помещения неодетыми
- Следить за тем, чтобы военнослужащие курили, чистили обувь и одежду только в отведённых для этого помещениях или местах
- По прибытии в роту прямых начальников от командира роты и выше и дежурного по части подавать команду «Смирно», а по прибытии в роту других офицеров роты, а также сержанта старшины роты и военнослужащих не своей роты, вызывать дежурного по роте.
Очередному дневальному запрещено садиться, снимать снаряжение и расстёгивать одежду.
- Дневальный свободной смены обязан поддерживать чистоту и порядок помещений, никуда не отлучаться без разрешения дежурного по роте, оказывать ему помощь в наведении порядка в случае нарушения установленных общевоинскими уставами правил взаимоотношений между солдатами или сержантами роты; оставаясь за дежурного по роте, выполнять его обязанности

## Виды
- Дневальный по роте (по батарее) [4] (Смотрите выше)
- Дневальный по парку[4]

Назначается из числа солдат или сержантов.	
- Дневальный по медицинскому пункту[4]

Назначается из числа санитаров и подчиняется дежурному фельдшеру (санитарному инструктору). Если воинская должность санитара не предусмотрена штатом медицинской службы, дневальный по медицинскому пункту назначается из числа выздоравливающих военнослужащих.
- Дневальный по вагону (людскому корабельному помещению, салону воздушного судна)[4]

Назначается из числа солдат. Разрешается назначать дневальных из числа сержантов и старшин, проходящих военную службу на воинских должностях солдат.

## Из истории
Известный российский и советский военный деятель, граф Алексей Алексеевич Игнатьев так описывает один эпизод из своей учёбы в Пажеском корпусе:

Мне рассказывали, как ещё за несколько лет до нас дневальные по утрам поднимали от сна старший класс. Когда «звери» уже тихо встанут, помоются и оденутся, то есть за полчаса до выстраивания роты к утреннему чаю, дневальный кричал: «Старшему классу осталось столько-то минут вставать!» Никто, конечно, не шевелился. Дневальный был обязан повторять этот крик ещё несколько раз, каждый раз указывая число остающихся минут. В конце концов он кричал: «Старшему классу ничего не осталось вставать!» Тогда все вскакивали и бежали опрометью в уборную. И вот нашелся дневальный, который заявил дежурному камер-пажу, что последней безграмотной фразы он кричать не будет. Понёс он, бедняга, тяжелое наказание, но начальству пришлось все-таки отменить этот порядок.— Игнатьев А. А. [militera.lib.ru/memo/russian/ignatyev_aa/05.html Пятьдесят лет в строю. Книга I, глава 5]. — М.: Воениздат, 1986. — С. 45. — ISBN 5-203-00055-7.

## Армия России
В иностранных армиях в подразделениях также назначаются дневальные. Их количество и обязанности определяются соответствующими воинскими уставами. Однако отдельного понятия дневальный, например, в Вооружённых силах США и стран НАТО не существует. Применяемый к ним термин orderly и man on duty одинаково обозначает вестового, посыльного и др. В советском англо-русском военном словаре 1960 года под редакцией Георгия Александровича Судзиловского присутствует также сленговое выражение Area bird и ряд других, например: дневальный по комнате отдыха (англ. day-room orderly(англ. greaseball или China clipper)